# Aladakatti K.Y, Parasgad
Aladakatti K.Y là một làng thuộc tehsil Parasgad, huyện Belgaum, bang Karnataka, Ấn Độ.